# Шон Малоні
Шон Малоні (англ. Shaun Maloney, нар. 26 січня 1983, Мірі) — шотландський футболіст, фланговий півзахисник клубу «Віган Атлетік».
Виступав за «Селтік», з яким став чотириразовим чемпіоном Шотландії, чотириразовим володарем Кубка Шотландії та триразовим володарем Кубка шотландської ліги, і англійські клуби «Астон Вілла» та «Віган Атлетік», вигравши з останнім Кубок Англії. Також виступає за національну збірну Шотландії.

## Клубна кар'єра
Народився 26 січня 1983 року в місті Мірі в Малайзії, але у віці 5 років з батьками переїхав до рідного міста матері Абердіна, де і почав займатись футболом. 
Вихованець футбольної школи клубу «Селтік». Дорослу футбольну кар'єру розпочав 2001 року в основній команді того ж клубу, в якій провів шість сезонів, взявши участь у 104 матчах чемпіонату. За цей час футболіст з клубом виграв чотири чемпіонати Шотландії, три Кубка Шотландії та два Кубка шотландської ліги
З січня 2007 по літо 2008 років захищав кольори англійського клубу «Астон Вілла», проте закріпитись в Англії не зумів і повернувся дорідного «Селтіка». Цього разу відіграв за команду з Глазго наступні три з половиною сезони своєї ігрової кар'єри, але результати команди були гірші — «кельти» лише по разу взяли національний кубок і кубок ліги, а в чемпіонаті були стабільно другі.
До складу клубу «Віган Атлетік» приєднався 31 серпня 2011 року і таким чином повернувся до англійської Прем'єр-ліги. За підсумками сезону 2012/13 команда Малоні здобула Кубок Англії, здолавши в фіналі «Манчестер Сіті» (Шон відіграв увесь матч), проте в чемпіонаті зайняла 18 місце і вилетіла в Чемпіоншип. Незважаючи на це, Малоні продовжив виступати за клуб. Наразі встиг відіграти за команду з Вігана 74 матчі в національному чемпіонаті.

## Виступи за збірні
Протягом 2002–2005 років залучався до складу молодіжної збірної Шотландії. На молодіжному рівні зіграв у 20 офіційних матчах, забив 6 голів.
8 жовтня 2005 року дебютував в офіційних іграх у складі національної збірної Шотландії у матчі відбору на чемпіонат світу 2006 року проти збірної Білорусі (0:1). Наразі провів у формі головної команди країни 37 матчів, забивши 4 голи.
| Дата       | Місто   | Господарі         | Результат | Гості     | Турнір            | Голи | Примітки |
| ---------- | ------- | ----------------- | --------- | --------- | ----------------- | ---- | -------- |
| 8-10-2005  | Глазго  | Шотландія         | 0 – 1     | Білорусь  | Відбір до ЧС 2006 | -    |          |
| 12-11-2005 | Глазго  | Шотландія         | 1 – 1     | США       | товариський матч  | -    |          |
| 24-3-2007  | Глазго  | Шотландія         | 2 – 1     | Грузія    | Відбір до ЧЄ 2008 | -    |          |
| 28-3-2007  | Барі    | Італія            | 2 – 0     | Шотландія | Відбір до ЧЄ 2008 | -    |          |
| 30-5-2007  | Відень  | Австрія           | 0 – 1     | Шотландія | товариський матч  | -    |          |
| 6-6-2007   | Toftir  | Фарерські острови | 0 – 2     | Шотландія | Відбір до ЧЄ 2008 | 1    |          |
| 8-9-2007   | Глазго  | Шотландія         | 3 – 1     | Литва     | Відбір до ЧЄ 2008 | -    |          |
| 13-10-2007 | Глазго  | Шотландія         | 3 – 1     | Україна   | Відбір до ЧЄ 2008 | -    |          |
| 17-10-2007 | Тбілісі | Грузія            | 2 – 0     | Шотландія | Відбір до ЧЄ 2008 | -    |          |
| 26-3-2008  | Глазго  | Шотландія         | 1 – 1     | Хорватія  | товариський матч  | -    |          |
| 30-5-2008  | Прага   | Чехія             | 3 – 1     | Шотландія | товариський матч  | -    |          |
| Усього     |         | Матчів            | 11        |           | Голів             | 1    |          |

## Титули і досягнення

### Командні
- Чемпіон Шотландії (4):

«Селтік»: 2000–01, 2001–02, 2003–04, 2005–06
- Володар Кубка Шотландії (5):

«Селтік»: 2000-01, 2000-04, 2000-05, 2006-07, 2000-11
- Володар Кубка шотландської ліги (3):

«Селтік»: 2000-01, 2005-06, 2008-09
- Володар Кубка Англії (1):

«Віган Атлетік»: 2012-13

### Особисті
- Гравець року за версією футболістів ШПФА: 2006
- Молодий гравець року за версією футболістів ШПФА: 2006
- Гравець року за версією вболівальників «Селтіка»: 2006
- Молодий гравець місяця шотландської Прем'єр-ліги: лютого 2003